# Hemitriccus minor
Hemitriccus minor е вид птица от семейство Tyrannidae.

## Разпространение
Видът е разпространен в Боливия, Бразилия и Венецуела.